# 콩팥보상
콩팥보상(renal compensation)은 콩팥이 혈장의 pH를 조절하는 기전이다. 호흡보상보다 느리게 발생하지만 정상 수치로 회복시키는 능력은 더 뛰어나다.
호흡성 산증에서 콩팥은 암모늄 이온(NH4+)과 인산을 생산하고 배설하며, 산을 제거하는 과정에서 중탄산염을 생성한다.
호흡성 알칼리증에서는 중탄산염(HCO3−) 재흡수량이 감소하여 pH를 낮춘다.